# Замкнений цикл MRP
За́мкнутий цикл MRP (англ. closed loop MRP) — система, побудована навколо планування потреби в матеріалах (MRP), яка включає додаткові планові функції, а саме планування виробництва (укрупнене планування) (production planning (aggregate planning)), розробку Головного календарного плану виробництва (англ. master production scheduling) і планування потреби в потужностях (англ. capacity requirements planning). Після того, як вищеописані фази планування пройдені, і плани були прийняті як реалістичні й досяжні, починається виконання планів. Це включає такі функції управління виробництвом, як вимірювання вхідного/вихідного матеріального потоку (потужності) (англ. input-output (capacity) measurement), формування докладних графіків і диспетчерування, а також звітність щодо передбачуваного відставання від графіків від заводу і від постачальників, формування графіків постачання тощо. Термін «замкнутий цикл» означає, що ці елементи не просто включені в загальну систему, але й існує зворотний зв'язок від функцій виконання, з тим щоб планування було завжди коректним.